# آلکس (بازیکن فوتبال، زاده ۱۹۸۸)
آلکس مونتریو دی لیما (به پرتغالی: Alexandre Monteiro de Lima) هافبک اهل برزیل است که در شهر سائوپائولو و در تاریخ ۱۵ دسامبر ۱۹۸۸ به دنیا آمده‌است.
آلکس مونتریو دی لیما در تیم‌های فوتبال Wohlen سابقهٔ حضور دارد.